# Sannerstjärnen (Anundsjö socken, Ångermanland)
Sannerstjärnen är en sjö i Örnsköldsviks kommun i Ångermanland och ingår i Moälvens huvudavrinningsområde.